# Колбърт
Окръг Колбърт (на английски: Colbert County) е окръг в северозападната част на щата Алабама, Съединени американски щати. Разположен е на левия бряг на река Тенеси, на границата с щата Мисисипи. Наречен е на индианските вождове Джордж Колбърт и Ливай Колбърт. Площта на окръга е 1615 km², а населението – 57 227 души (1 април 2020). Административен център е град Тъскъмбия.